# Luis Alberto Rojas Keim
Luis Alberto Rojas Keim (nascut el 30 de març de 1975), és un jugador d'escacs xilè que té el títol de Mestre Internacional des de 1998.
Rojas ha guanyat tres cops el Campionat d'escacs de Xile, els anys 1995, 2002 i 2004. El 2008 va ser tercer a la I edició de l'Obert Internacional d'Escacs Ciutat de Mollet del Vallès, rere Jorge A. González Rodríguez i Cristhian Cruz Sánchez. El 2010, va guanyar el 7è Obert internacional d'escacs d'Alella amb 7.5/9 punts.
Ha estat dues vegades subcampió a l'Obert Internacional Ciutat de Sabadell (2008, 2009). També fou subcampió a l'Obert Internacional Actiu de Santa Coloma de Queralt (2010) i al Campionat de Catalunya de ràpides (2012).
Ha participat representant Xile en tres Olimpíades d'escacs, els anys 1996 a Yerevan, 2004 a Calvià i 2006 a Torí.